# Princess Kaʻiulani
Pour plus de détails, voir Fiche technique et Distribution.
Princess Kaʻiulani est un film américano-britannique réalisé par Marc Forby, sorti en 2009.

## Synopsis
L'histoire de Kaʻiulani, princesse de Hawaï, ayant lutté pour l'indépendance de l'archipel.

## Fiche technique
- Titre : Princess Ka'iulani
- Réalisation : Marc Forby
- Scénario : Marc Forby et Robert Payne (dialogues additionnels)
- Musique : Stephen Warbeck
- Photographie : Gabriel Beristain
- Montage : Beverley Mills
- Production : Lauri Apelian, Marc Forby, Ricardo S. Galindez, Nigel Thomas et Roy Tjioe
- Société de production : Matador Pictures, Island Film Group, Trailblazer Films, Screen East et uFilm
- Société de distribution : Roadside Attractions (États-Unis)
- Pays :  États-Unis et  Royaume-Uni
- Genre : Biopic, drame, historique et romance
- Durée : 130 minutes
- Dates de sortie : 
  -  États-Unis : 16 octobre 2009 (Hawaii Film Festival), 14 mai 2010

## Distribution
- Q'orianka Kilcher : la princesse Kaʻiulani
- Barry Pepper : Lorrin Thurston
- Shaun Evans : Clive Davies
- Jimmy Yuill : Archibald Scott Cleghorn
- Will Patton : Sanford Ballard Dole
- Leo Anderson Akana : la reine Liliʻuokalani
- Ocean Kaowili : le roi Kalākaua
- Kamuela Kalilikane : Mamane
- Kimo Kalilikane : Kalehua
- Esmond Chung : Nahinu
- Reupena Paopao Sheck : Koa
- Brian Hayes Currie : Morgan

## Accueil
Le film a reçu un accueil mitigé de la critique. Il obtient un score moyen de 41 % sur Metacritic.